# Marfa (Ciad)
Marfa   è un comune del Ciad situato nel dipartimento di Ouara, provincia di Ouaddaï.